# استانیسواف باناشوک
استانیسواف باناشوک (لهستانی: Stanisław Banasiuk؛ ‏ تلفظ لهستانی: [stãˈɲiswaf]؛ ‏ زادهٔ ۲۷ مارس ۱۹۵۲) بازیگر اهل لهستان است.
از فیلم‌ها یا مجموعه‌های تلویزیونی که وی در آن‌ها نقش داشته‌است، می‌توان به خون بی‌گناه، پدر متیو، دوستان، قانون حقیقی، پیمان ورشو، لندنی‌ها، دوران افتخار، پرستار کودک، خانواده جایگزین، کارآگاهان جنایی، خانه کشیش، عشق اول، در خوشی و سختی، ورای تخت جراحی، خودِ زندگی، جادوگر، آغاز بهار، حوزه استحفاظی ۱۳، قسمت دوم، طایفه، خانه، ترانه عاشقانه‌ای برای یانوشک، آغاز بهار، داستان‌های عاشقانه و بچه‌ها و ماهی اشاره نمود.